# Strascinati
Gli strascinati (o "strascinate") è il nome dato a specifici tipi di pasta fresca propria di alcune regioni dell’Italia centrale e meridionale. 
Il nome deriva dal metodo con cui la pasta è modellata, appunto trascinata su un largo piano di legno con le dita della mano. La particolare tecnica manuale consente di avere un lato liscio (quello che è stato a contatto con la tavola di legno, che viene spolverata di farina) e uno profondamente irregolare (quello che è stato a contatto con le dita, che si scollano letteralmente dalla pasta fresca durante la strascinata lasciandone la superficie rugosa e irregolare), che raccoglierà meglio il sugo.

## Puglia e Basilicata
Nel sud Italia essi sono una sorta di orecchiette, specialità tipica di Puglia e Basilicata, ma molto più grandi e aperte. Si tratta di una preparazione di pasta fresca, senza uovo, come si usa in tutto il meridione d'Italia.
Generalmente gli strascinati si preparano utilizzando tre dita, ma in Basilicata esistono usi locali che impongono varianti a quattro e, addirittura, a otto dita, che di conseguenza prevedono strascinati molto grandi (fino a oltre 12 centimetri di diametro). 

## Umbria
In Umbria, gli strascinati sono un formato di pasta all'uovo tipico di Cascia e Monteleone di Spoleto. Si preparano ‘strascinando’ con le dita sulla spianatora piccoli ritagli di sfoglia di pasta all’uovo che a causa di questa azione assumono una forma arricciata. Si condiscono con un sugo a base di uova, salsiccia e pancetta. È stato ipotizzato che questo sugo sia un precursore della carbonara.